# Шалмеєві інструменти

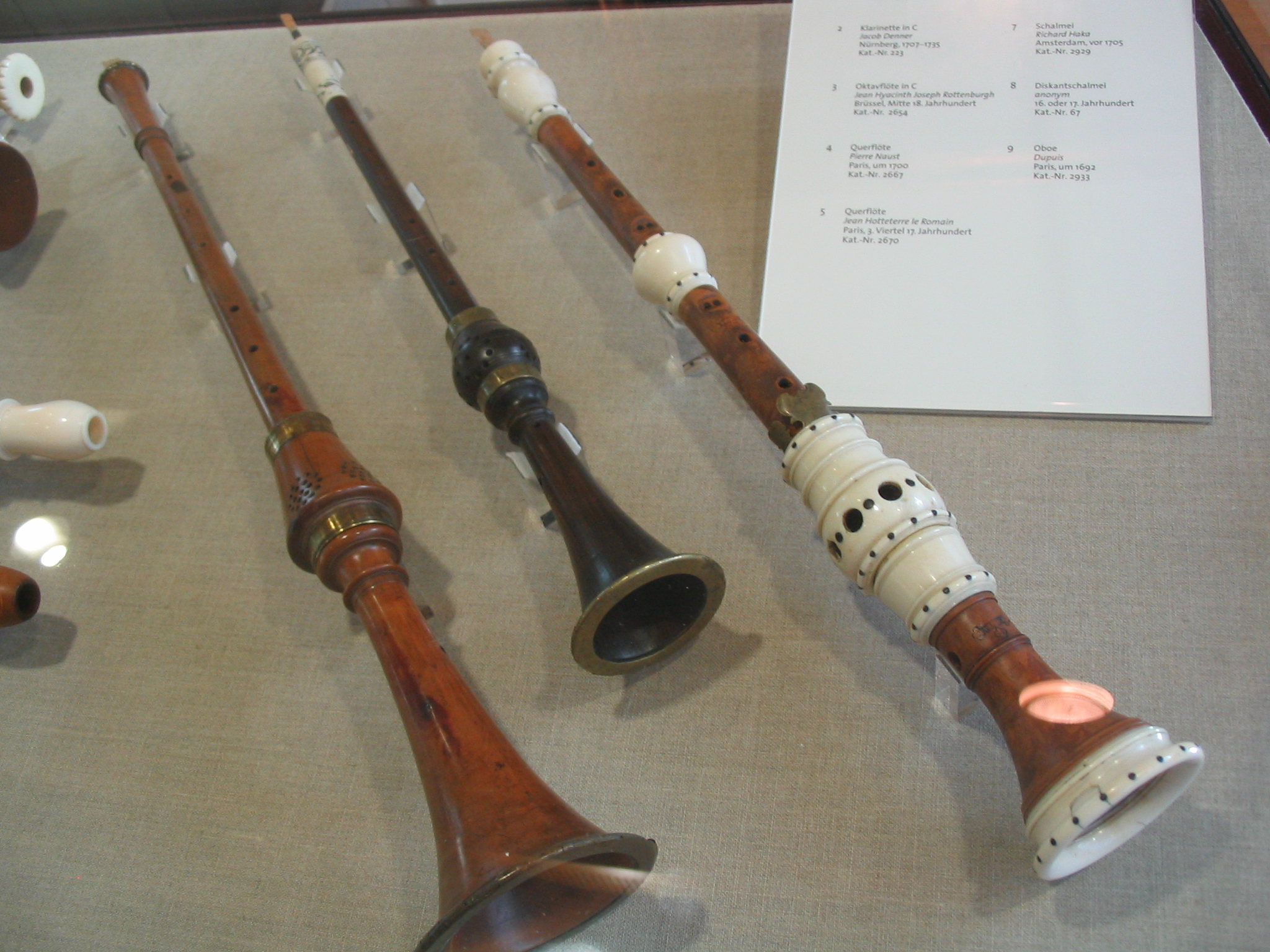
Шалмеї та гобої епохи бароко

Шалмеєві інструменти (скорочено: шалмеї) — це підгрупа подвійнотростинних інструментів, що належать до дерев'яних духових. Шалмеєві інструменти оснащені подвійною тростиною (подвійною очеретяною пелюсткою) та мають конічно просвердлений корпус. У нижній частині він закінчується більш-менш вираженим розтрубом.
До шалмеєвих інструментів належать, зокрема, шоломія, раушпфайфе, поморт, гобої (бароковий гобой, сучасний гобой, англійський ріжок), європейські народні інструменти бомбарда, сопіла, піфферо, тарота, український інструмент сурма, а також позаєвропейські конічні гобої, такі як туйдук, шенаї, наґасварам, сорна і сона. Не належить до шалмеєвих інструментів також Мартинова труба, яку іноді називають шалмеєм.
За винятком гобоїв, шалмеєві інструменти характеризуються гучним і часто трохи шорстким звуком. У нижньому регістрі звучання, навіть у гобоїв, часто має виразну носову забарвленість. Завдяки конічній свердловині шалмеєві інструменти при передуванні переходять спочатку в октаву, вдруге — у дуодециму, втретє — у супероктаву. Проте більшість шалмеєвих інструментів, як правило, передуваються лише один раз.
У літературі шалмеєві інструменти також називають гобойовими інструментами. Термін «конічні гобої» охоплює всі шалмеєві інструменти, крім гобоїв. Назви «народні гобої» або «народні шалмеї» зазвичай не включають гобої, а також ренесансні інструменти шалмей, раушпфайфе та поморт.
Згідно з класифікацією Горнбостеля-Закса, «шалмеї» є загальним терміном для подвійнотростинних і одинарнотростинних інструментів, а також для інструментів із вільними язичками.